# 町井美紀
町井 美紀（まちい みき、1976年10月29日 - ）は、日本の元女性声優。埼玉県出身。

## 来歴
- 1998年 青二塾東京校19期生入塾[1]。
- 1999年 青二塾東京校19期生卒業後、青二プロダクション所属[1]。
- 2007年 声優界を引退。

## 人物
特技は商業英語検定1級、歯科衛生士免許、剣道初段。

## 出演
太字はメインキャラクター。

### テレビアニメ
1999年
- 週刊ストーリーランド（生徒、ヘルパーの声、スチュワーデス双子、子供）

2000年
- 妖しのセレス（女）
- ゲートキーパーズ（女子B）
- アニメまんざい（女の子C）
- ヴァンドレッド（パイロット、レジガールズ1）
- へろへろくん（もじもじ、キルキル、モチモチ）
- 六門天外モンコレナイト（ストーム・ドラゴンの子供、エクトちゃん）

2001年
- 仰天人間バトシーラー（ホットセイ / グレートドン / フライトドン、デスエッグ2 / デスラプトル、デスエッグ3 / デスカメレオン、デスエッグ4/デスバブラー、アクマル、アンドロー・メダス）
- ちびまる子ちゃん（大きな犬の飼い主）
- テイルズ オブ エターニア THE ANIMATION（シルフ、民衆）
- はじめの一歩（女性客）
- フルーツバスケット（籍真〈7歳頃〉）
- 魔法戦士リウイ（取りまきA、花売り娘、女A）
- まほろまてぃっく（女性店員、遊園地のお姉さん）
- まみむめ★もがちょ（にょん）
- ONE PIECE（女の子、娘、幼女）

2002年
- 藍より青し（店員）
- 王ドロボウJING
- Kanon（第1作）（女子生徒、陸上部員）
- G-onらいだーす（パオ）
- SAMURAI DEEPER KYO（珊底羅）
- 十二国記（女子生徒）
- ヒカルの碁（森下しげ子、内田）
- らいむいろ戦奇譚 〜明治日本、乙女 防人ス。〜（紅糸）※産休中は今野宏美が務めた

2003年
- FIRESTORM（ソフィア）
- ワンダーベビルくん（ルリ）

### OVA
- フロム I"s アイズ 〜もうひとつの夏の物語〜（女子大生D）
- メルティランサー The Animation（オペレーターC）
- らいむいろ戦奇譚 南国夢浪漫（紅糸）

### ゲーム
2000年
- テイルズ オブ エターニア（シルフ、レム）
- フェイバリットディア 純白の預言者（アクイラ）
- らいむいろ戦奇譚☆純（紅糸）

2001年
- ときめきメモリアル3 〜約束のあの場所で〜（渡井かずみ）

2002年
- 王子さまLV1（フォンティーヌ）
- テイルズ オブ ファンダム Vol.1（シルフ、味マスター1号）

2003年
- エグザスケルトン（エリザベータ・バルバラッソ）
- テイルズ オブ シンフォニア（タバサ）

2006年
- テイルズ オブ ザ ワールド レディアント マイソロジー（主人公〈女〉）
- レッスルエンジェルス サバイバー（アニー・ビーチ、ロザンヌ・チャン）

2007年
- ドラゴンシャドウスペル（ディーネ・メルポメーヌ）

2013年
- テイルズ オブ シンフォニア ユニゾナントパック（タバサ）

### ドラマCD
- ONE～輝く季節へ～ （2000年、女生徒B）
  - 川名みさきストーリー 『開かれた扉』
- あひるの王子さま（2002年、白鳥美樹）
- SAMURAI DEEPER KYO 陰陽殿への扉編 第壱巻 - 第参巻（2005年、珊底羅）

### 映像作品
- らいむいろ戦奇譚 スペシャルDVD 戦士の休息（6月27日、2003年3月開催のイベントを収録）